# Kshatriya (filme)
Kshatriya é um filme de drama e ação produzido na Índia em 1993, dirigido por J. P. Dutta e com atuação de Sunil Dutt, Dharmendra, Meenakshi Seshadri, Vinod Khanna, Sanjay Dutt, Sunny Deol, Raveena Tandon e Divya Bharti.